# Atlético Clube de Croca
O Atlético Clube de Croca é um clube português localizado na freguesia de Croca, concelho de Penafiel, distrito do Porto. O clube foi fundado em 14 de Junho de 1981 entre outros, por Agostinho Silva, António Carvalheiras e António Teixeira, o seu actual presidente é Alfredo Magalhães. Os seus jogos em casa são disputados no Campo do Atlético Clube da Croca.
A equipa de futebol sénior participa, na época de 2024-2025, na 1.ª Divisão da AF Porto.